# Lasioglossum metis
Lasioglossum metis är en biart som beskrevs av Ebmer 2002. Lasioglossum metis ingår i släktet smalbin, och familjen vägbin. Inga underarter finns listade i Catalogue of Life.